# José Luiz Sayão de Bulhões Carvalho
José Luiz Sayão de Bulhões Carvalho (Rio de Janeiro, 24 de fevereiro de 1866 - Petrópolis, 9 de março de 1940) foi um médico, sanitarista e demografista brasileiro. É considerado o fundador da estatística geral brasileira.

## Carreira
José Luiz Sayão de Bulhões Carvalho nasceu em 24 de fevereiro de 1866, no Rio de Janeiro, filho de Francisco Pereira de Bulhões Carvalho e de Catarina Sayão Lobato de Bulhões Carvalho.
Doutorou-se em Medicina pela Faculdade de Medicina do Rio de Janeiro em 1888, defendendo a tese intitulada “Definição e classificação médico-legal dos ferimentos e outras ofensas físicas – condições de gravidade e letalidade”. Em 1892, sendo demógrafo sanitarista, com especialização em estatística, entrou para o serviço público, sendo comissário na Inspetoria Geral de Higiene Pública, mais tarde chamada Diretoria Sanitária, do Distrito Federal. Em 1893, foi trabalhar como auxiliar de demografia, na Seção de Demografia da Inspetoria, sob a coordenação do grande estatístico Aureliano Portugal.
No final de 1894, com a saída de Portugal para a chefia das estatísticas municipais do Rio de Janeiro, assumiu seu lugar no comando da Seção de Demografia do Instituto Sanitário Federal.
Em 1897 foi eleito Membro Titular da Academia Nacional de Medicina (ANM), apresentando a memória “Desequilíbrio aparente entre a natalidade e a mortalidade da cidade do Rio de Janeiro”. Enquanto esteve naquela instituição, exerceu o cargo de presidente da Secção de Medicina Especializada, entre 1913 e 1914. Entre 1894 e 1920 foi editor-gerente da revista “Brasil Médico”, editada pela ANM.
Em 1903, passou a chefiar a Demografia da Diretoria Geral de Saúde Pública, antigo Instituto Sanitário Federal, a convite de Oswaldo Cruz. Por inerência da posição, assim como pelas credenciais intelectuais, integrou a Comissão Central do censo de 1906, realizado na Capital Federal, sob a chefia de Aureliano Portugal.
Em 1907, sob o Governo de Afonso Pena, a Diretoria Geral de Estatística (DGE), órgão de âmbito federal, foi reformulada, sendo a sua direção entregue a Bulhões Carvalho. O mesmo decreto criou o Conselho Superior de Estatística, que passou a funcionar como órgão central com função orientadora, possibilitando aos demais órgãos da administração federal, estadual e municipal a função de executores dos serviços estatísticos, e uniformizando a produção de estatísticas nacionais. Enquanto na DGE, Bulhões carvalho viria a promover uma revolução na atividade estatística brasileira, criando as primeiras condições para a fundação do Instituto Brasileiro de Geografia e Estatística (IBGE).
Desde o início de 1907 e até ao final de 1909 cumpriu um primeiro período à frente da Diretoria Geral de Estatística, durante o qual operou grandes realizações, destacando-se a retomada da apuração do censo de 1900, parada desde 1901, que concluiu e divulgou, iniciando o planeamento do censo de 1910, que nunca chegaria a ter lugar. Publicou ainda o primeiro Anuário Estatístico do Brasil (1908 - 1912); realizando também a primeira tentativa para a organização de mapas dos Estados com a divisão municipal, cujo trabalho possibilitou a primeira medição sistemática da área dos municípios brasileiros.
Em 1915 voltou a comandar a Diretoria Geral de Estatística, mantendo-se no cargo até o final de 1930. Neste período realizou trabalhos notáveis, destacando-se o censo de 1920, com o qual brilhou no Pavilhão de Estatística, durante a Exposição Internacional de 1922, designado pela imprensa “Pavilhão da Ciência da Certeza”. Tentou que se realizasse o censo de 1930, assim como um pacto nacional pela atividade estatística brasileira, o qual traria uma maior cooperação à nova operação censitária. Não logrou atingir estes resultados, devido à revolta de 1930, com a qual terminou a Primeira República. Estimulou o ainda desenvolvimento dos serviços estatísticos dos Estados de Rio Grande do Sul, Bahia, Pernambuco e Minas Gerais.
Em 1933, já afastado da vida pública, publicou “Estatística: método e aplicação”, pela Tipografia Leuzinger, do Rio de Janeiro, considerada a obra da sua vida. Em julho e agosto de 1936 participou da Convenção Nacional de Estatística, que daria operação ao Instituto Nacional de Estatística (INE), criado em maio desse ano. Em 1938 o INE daria lugar ao Instituto Brasileiro de Geografia e Estatística – IBGE, idealizado por Teixeira de Freitas, dileto discípulo de Bulhões Carvalho, que o teria como exemplo e modelo. Nesse ano, o Conselho Nacional de Estatística, então o órgão máximo do Instituto, reconheceu Bulhões Carvalho como “Fundador da Estatística Geral do Brasil”. Pouco antes, Carvalho Bulhões havia sido eleito membro vitalício do Instituto Internacional de Estatística.
Morreu em 9 de março de 1940, em Petrópolis.

## Homenagens
Em 1939, o Conselho Nacional de Estatística conferiu a Bulhões Carvalho o título de “Fundador da Estatística Geral do Brasil”, pela sua importância naquela área.
O seu nome foi dado a uma rua, entre os bairros de Copacabana e Ipanema, no Rio de Janeiro. A rua de Bulhões Carvalho tem início na rua Francisco Otaviano, terminando na Rua Sá Ferreira. A rua era anteriormente designada rua da Divisa, homenageando o local do falecimento de Floriano Peixoto, a Estação da Divisa, em Barra Mansa, no Estado do Rio de Janeiro.
Em 2007, em comemoração dos 100 anos do início da sua atividade em prol da estatística brasileira, na direção da então Diretoria Geral de Estatística (1907-2007), o IBGE designou esse ano como “Ano Bulhões Carvalho da Estatística Brasileira”. Em 26 de novembro do mesmo ano, teve lugar um seminário em sua homenagem no auditório Teixeira de Freitas, no Maracanã, Rio de Janeiro.